# Лувр Абу-Даби
Лувр Абу-Даби — художественный музей в Абу-Даби, открывшийся в 2017 году.
В коллекцию Лувра Абу-Даби вошли экспонаты различных эпох и цивилизаций, в том числе картины Леонардо да Винчи («Спаситель мира»), Пикассо, Гогена, Мане, Магритта, Беллини.

## Местоположение
Здание музея расположено на острове Саадият. На острове также разместятся филиал музея Соломона Гуггенхайма и Национальный исторический музей шейха Заида.

## История
Абу-Даби заплатил 525 миллионов долларов за то, чтобы он ассоциировался с именем Лувра, и еще 747 миллионов долларов в обмен на ссуды на искусство, специальные выставки и советы по управлению.

## Архитектура
В здании Лувра Абу-Даби много водных каналов и огромный ажурный купол. Это позволяет создать у посетителей ощущение, что музей находится под открытым небом в открытом море. Площадь здания составляет примерно 24 000 м².

## Строительство музея
Архитектором Лувра Абу-Даби является Жан Нувель. Решение о создании музея было принято в 2007 году. Строительство началось 26 мая 2009 года, на торжественной церемонии присутствовали президент Франции Жак Ширак и Мухаммад ибн Зайд аль-Нахайян, наследный принц эмирата Абу-Даби.
Первоначально предполагалось, что Лувр Абу-Даби откроется в 2012 году. В январе 2012 года было объявлено, что музей откроется в 2015 году. Позднее дата открытия была перенесена на 2016 год. В 2016 году власти Абу-Даби назначили директором музея француза Мануэля Рабате и объявили, что музей откроется в 2017 году. 6 сентября 2017 года министр культуры Франции Франсуаз Ниссен назвала окончательную дату открытия Лувра в Абу-Даби — это 11 ноября того же года. На церемонии открытия запланировано присутствие высокопоставленных официальных гостей во главе с президентом Франции Эмманюэлем Макроном. 11 ноября 2017 года музей был открыт для публики; торжественная церемония с участием президентов Франции и ОАЭ состоялась 8 ноября.

## Коллекция
Музей показывает экспонаты из Лувра, Центра Помпиду и Версаля. Соглашение с французами предусматривает предоставление шедевров на протяжении десяти лет: сначала 300 работ, затем 250 и 200 в течение нескольких лет.
В 2014 году было объявлено, что Лувр Абу-Даби арендует у французских музеев «Прекрасную Ферроньеру» Леонардо да Винчи, работы Матисса, автопортрет Ван Гога, «Наполеон на перевале Сен-Бернар» Жака-Луи Давида, «Вокзал Сен-Лазар» Клода Моне, «Флейтиста» Эдуарда Мане.
Также в музее существуют тематические залы, где выставлены древности различных стран: Китая, Индии, Ирака, Конго и т. д. В музее представлены бок о бок религиозные предметы разных культур: страница из «Синего Корана» IX века, йеменская Тора 1498 года и две готические Библии XIII века. Другие музеи арабских стран одолжили Лувру Абу-Даби 28 значимых экспонатов, в том числе двухголовый бюст из Айн-Газаля (Иордания, 6000 лет до н. э.), около 400 серебряных дирхамов из Омана и каменное орудие из Саудовской Аравии (350 000 лет до н. э.). Музей называют первым в арабском мире универсальным музеем.

## Стоимость
Стоимость строительства здания Лувра Абу-Даби оценивают в 600 миллионов евро.
Парижский Лувр в лице агентства France-Muséums обязуется в течение 30 лет оказывать консультационные услуги, предоставлять в аренду предметы искусства и дать право до 2037 года использовать бренд Лувр — всё это обошлось создателям музея примерно в миллиард евро.

## Критика
Решение о строительстве Лувра Абу-Даби и передаче ему картин из коллекций французских музеев вызвало критику среди некоторых деятелей искусства Франции. 4700 экспертов по музеям, археологов и историков искусства подписали петицию, в которой заявлено, что «[французские] музеи не продаются».
Также высказывались обвинения в эксплуатации рабочих, строящих музей. Например, газета The Guardian назвала условия работы строителей «современным рабством». Архитектор музея Жан Нувель, отвечая на критику, заявил, что условия для строителей музея лучше, чем у некоторых строителей в Европе.